# Жена Глава
Жена Глава је насељено место у саставу града Комиже, на острву Вису, Сплитско-далматинска жупанија, Република Хрватска.

## Историја
До територијалне реорганизације у Хрватској налазила се у саставу старе општине Вис.

## Становништво
На попису становништва 2011. године, Жена Глава је имала 46 становника.
| Број становника по пописима | Број становника по пописима | Број становника по пописима | Број становника по пописима | Број становника по пописима | Број становника по пописима | Број становника по пописима | Број становника по пописима | Број становника по пописима | Број становника по пописима | Број становника по пописима | Број становника по пописима | Број становника по пописима | Број становника по пописима | Број становника по пописима | Број становника по пописима |
| --------------------------- | --------------------------- | --------------------------- | --------------------------- | --------------------------- | --------------------------- | --------------------------- | --------------------------- | --------------------------- | --------------------------- | --------------------------- | --------------------------- | --------------------------- | --------------------------- | --------------------------- | --------------------------- |
| 1857                        | 1869                        | 1880                        | 1890                        | 1900                        | 1910                        | 1921                        | 1931                        | 1948                        | 1953                        | 1961                        | 1971                        | 1981                        | 1991                        | 2001                        | 2011                        |
| 0                           | 0                           | 150                         | 165                         | 227                         | 254                         | 0                           | 267                         | 240                         | 256                         | 215                         | 120                         | 76                          | 70                          | 54                          | 46                          |

Напомена: До 1900. исказивано под именом Жејна Глава. У 1857, 1869. и 1921. подаци су садржани у насељу Комижа. Као насеље исказано је у 1900, 1910. и од 1948. надаље.

### Попис1991.
На попису становништва 1991. године, насељено место Жена Глава је имало 70 становника, следећег националног састава:
| Попис 1991.‍  | Попис 1991.‍  | Попис 1991.‍ | Попис 1991.‍ | Попис 1991.‍ |
| ------------ | ------------ | ----------- | ----------- | ----------- |
|              |              |             |             |             |
| Хрвати       | Хрвати       |             | 66          | 94,28%      |
| неопредељени | неопредељени |             | 2           | 2,85%       |
| непознато    | непознато    |             | 2           | 2,85%       |
| укупно: 70   |              |             |             |             |